# Маслова, Нина Борисовна
Нина Борисовна Маслова (1939 — 1993) — советский и российский учёный-геофизик, доктор физико-математических наук (1982), профессор (1993). Лауреат Государственной премии СССР в области науки и техники (1989).

## Биография
Родилась 30 мая 1939 года в Пензе.
В 1956 по 1962 годы обучалась на математико-механическом факультете Ленинградского государственного университета.
С 1962 по 1965 годы обучалась в аспирантуре кафедры гидродинамики математико-механического факультета Ленинградского государственного университета.
В 1966 году Н. Б. Маслова защитила кандидатскую диссертацию в Ленинградском государственном университете по теме: «Релятивистская трактовка некоторых принципиальных проблем в динамике разреженных газов», в 1983 году — докторскую диссертацию в Институте прикладной математики АН СССР по теме: «Граничные решения для уравнения Больцмана».
С 1966 по 1981 годы Н. Б. Маслова работала преподавателем математического анализа на кафедре гидродинамики математико-механического факультета Ленинградского государственного университета. В 1993 году Н. Б. Маслова стала профессором кафедры математической физики на физическом факультете Санкт-Петербургского государственного университета. В 1989 году «за математические методы исследования уравнения Беллмана» Н. Б. Маслова была удостоена Государственной премии СССР.
Н. Б. Маслова с 1981 по 1993 годы работала сначала ведущим научным сотрудником, а потом — главным научным сотрудником лаборатории численных экспериментов динамики океана в Ленинградском отделении Института океанологии АН СССР — РАН.
Н. Б. Маслова была членом Американского математического общества, в качестве приглашённого профессора читала лекции по гидродинамике в различных университетах Германии и Франции.
Умерла 18 ноября 1993 года в Москве.

## Основные работы
- Маслова Н. Б. Об одном методе, решения релаксационных уравнений / Доклад АН СССР, 1968 г. — 760—763 с.
- N. B. Maslova, I. A. Ibragimov On the average number of real roots of random polynomials. The coefficients with non-zero means: Theory Probab / Appl., 1971 г. — 485—493 с.
- Маслова Н. Б. Среднее число, вещественных корней случайных полиномов / Докл. АН СССР, 1971 г. — 13—16 с.
- Маслова Н. Б. Предельные свойства решений - уравнения Больцмана / Докл. АН СССР, 1972 г. — 800—803 с.
- Маслова Н. Б. О распределении числа вещественных корней случайных полиномов: Теория вероятности и её применение / 1974 г. — 488–500 с.
- Маслова Н. Б. О дисперсии числа вещественных корней случайных полиномов: теория вероятности и её применение / 1974 г. — 36–51 с.
- N. B. Maslova On the variance of the number of real roots of random polynomials: theory Probab / Appl. 1974 г. — 35–52 с.
- N. B. Maslova On the distribution of the number of real roots of random polynomials: theory Probab / Appl., 1975 г. — 461–473 с.
- Маслова Н. Б. Стационарные задачи, для уравнения Больцмана при больших числах Кнудсена / Докл. АН СССР, 1976 г. — 593–596 с.
- Маслова Н. Б. Разрешимость стационарных задач для уравнения Больцмана при больших числах Кнудсена / 1977 г. — 1020–1030 с.
- N. B. Maslova Solvability of stationary problems for the Boltzmann, equation in the case of large Knudsen numbers / USSR: Comput. Math. 1977 г. — 194–204 с.
- Маслова Н. Б. Стационарные решения уравнения Больцмана — в неограниченных областях / Докл. АН СССР, 1981 г. — 844—848 с.
- N. B. Maslova The Kramers problem in the kinetic theory / USSR. Comput. Math., 1982 г. — 208—219 с.
- Маслова Н. Б. Краевые задачи для уравнения Больцмана / Ленинград, 1982 г. — 265 с.
- Маслова Н. Б. Стационарные решения линеаризованного уравнения - Больцмана / Труды МИАН СССР, № 159, 1983 г. — 41—60 с.
- N. B. Maslova Stationary boundary value problems for the non-linear -Boltzmann equations / Soviet Math., 1984 г. — 869–872 с.
- Маслова Н. Б. Стохастическая модель приливной эволюции системы — Земля–Луна / Докл. АН СССР, 1984 г. — 88—91 с.
- N. B. Maslova Global solutions of - nonstationary kinetic equations / Soviet Math., 1985 г. — 735—741 с.
- Маслова Н. Б. Стохастическая модель приливной эволюции системы — Земля–Луна, при циклическом изменении резонансной частоты океана / Докл. АН СССР, 1985 г. — 1082—1086 с.
- N. B. Maslova, Yu. R. Romanovskii The basis of the Hilbert - method in the theory of kinetic equations / USSR. Comput. Math. Phys., 1987 г. — 51—57 с.
- N. B. Maslova Mathematical methods - for studying the Boltzmann equation / St. Petersburg Math. J., 1992 г. — 1—43 с.
- Маслова Н. Б. Кинетические аппроксимации уравнений гидродинамики / Алгебра и анализ, 1992 г. — 157—188 с.

## Награды
- Государственная премия СССР в области науки и техники (1989 — «за математические методы исследования уравнения Беллмана»